# (11873) Kokuseibi
(11873) Kokuseibi est un astéroïde de la ceinture principale.

## Description
(11873) Kokuseibi est un astéroïde de la ceinture principale. Il fut découvert le 30 novembre 1989 à Kushiro par Masanori Matsuyama et Kazuro Watanabe. Il présente une orbite caractérisée par un demi-grand axe de 2,25 UA, une excentricité de 0,14 et une inclinaison de 7,4° par rapport à l'écliptique.

## Compléments